# 宇都宮徳馬
宇都宮 徳馬（宇都宮 德馬、うつのみや とくま、1906年〈明治39年〉9月24日 - 2000年〈平成12年〉7月1日）は、日本の政治家、実業家。位階は正三位、勲等は勲一等。
ミノファーゲン製薬創設者。板垣退助先生顕彰会創立発起人兼顧問。月刊誌『軍縮問題資料』創刊者。
参議院議員（2期）、衆議院議員（10期）、日中友好協会会長・名誉会長、日本北アフリカ協会会長。

## 来歴・人物
東京府に生まれる。父は陸軍大将、朝鮮軍司令官を務めた宇都宮太郎。父の意志で旧制府立第一中学を経て東京陸軍幼年学校（25期）に入学するが中退し、旧制水戸高等学校に入学。水戸高校時代、マルクス主義に傾倒。1928年、京都帝国大学経済学部に入学。河上肇に師事し、社会科学研究会に参加した。同年、日本共産党の一斉検挙（三・一五事件）が起き、宇都宮は事件後の同会でリーダーを務め、水田三喜男をボディガードにする。しかし、論文が不敬罪に問われ検挙され、京大を退学した。その後日本共産党に入党するが、1930年に治安維持法違反で逮捕され、投獄。その後約1年間にわたり獄中生活を送る。
獄中で転向を表明、釈放。その後、株式相場で満州事変に関係した軍需企業の株式に投資し、大金を得る。これを資金に1938年、医家向けの製薬会社、合資会社ミノファーゲン製薬本舗を設立し、同社社長に就任。命名は岳父の駒井徳三だとされる。また会社経営の傍ら、「高杉俊輔」のペンネームで読売新聞経済欄に寄稿し、軍部や革新官僚に対する批判を行った。
1952年の第25回衆議院議員総選挙に自由党公認で旧東京2区から立候補し、初当選した（当選同期に福田赳夫・大平正芳・黒金泰美・内田常雄・丹羽喬四郎・灘尾弘吉・植木庚子郎・加藤精三・山崎巌・今松治郎・重政誠之・町村金五・古井喜実など）。
1955年の保守合同により、自由民主党結党に参加。宇都宮は石橋湛山や三木武夫らの系譜に連なり、外交面で平和共存外交、日ソ・日中・日朝国交回復を主張した。
1965年1月、岸信介らアメリカ寄りの外交路線を唱える自民党保守派に対抗し、議員連盟「アジア・アフリカ問題研究会」（AA研）を、藤山愛一郎、松村謙三、川崎秀二、田川誠一、久野忠治、田村元らとともに結成した。日中国交回復、韓国の民主化や非同盟諸国との協力を進めた。このように自民党の中では異色の存在であり、最リベラル派に位置していた。またアルジェリア戦争に際してアルジェリア民族解放戦線（FLN）を援助し、1959年9月にはアルジェリアの戦場を視察した。1963年11月には、アルジェリアの独立式典に参加しており、また、1967年11月には、革命記念式典にも参加し、当時のブーメディエン大統領と会談している。
自民党内では石橋湛山の引退後、最リベラル派の宇都宮は保守派から疎まれ、入閣も阻まれる等、党内で孤立していく。
1975年1月23日、新聞報道により、三木武夫首相が宇都宮に同年4月の東京都知事選挙に出馬要請する意向を固めたことが明らかとなった。同年1月29日、宇都宮は国会内で三木と会い、「私には国会議員としての責任と執着がある」として立候補の意向がないことを伝えた。代わって同じ旧東京2区選出の石原慎太郎が衆議院議員を辞職して立候補したが落選した。
1976年、ロッキード事件や金大中事件への日本政府の対応や三木おろしに抗議し、自民党を離党。さらに同年10月28日、衆議院議員も辞職した。
同年12月5日の第34回衆議院議員総選挙に無所属で旧東京2区から立候補し、当選。同年12月30日、同じく無所属の鳩山邦夫、麻生良方と共に会派「無党派クラブ」を結成し、代表に就任（1978年に解散）。
1979年の第35回衆議院議員総選挙では落選した。
1980年春の叙勲で勲一等に叙され、瑞宝章を受章する。同年6月の第12回参議院議員通常選挙に東京地方区から無所属（新自由クラブ・社会民主連合推薦）で立候補し、当選。この立候補は、民社党が擁立した栗栖弘臣が有事法制の制定を公約に掲げたことに危機感を募らせたためであった。同年、宇都宮軍縮研究室を設立し、月刊誌「軍縮問題資料」を創刊するとともに、超党派の議員連盟「国際軍縮促進議員連盟」の創設に尽力し、国際的な軍縮・平和促進のための政治活動を進めた。なお、創刊した月刊誌「軍縮問題資料」については、毎月全国紙の一面下欄に広告が載り、存命中はもとより死去後も遺族が発行を継続した。
1983年の第13回参議院議員通常選挙では、田英夫や八代英太らを中心に結成されたMPD・平和と民主運動の推薦人となった。1986年、第14回参議院議員通常選挙に際し山本コウタロー、國弘正雄、片岡勝らが平和運動を主体にした政党「ピース・スタジオ」を立ち上げ、宇都宮を比例代表名簿1位に据えての立候補を企図したが、立候補を断念。その後、小杉隆の説得に応じて新自由クラブの比例代表名簿1位に登載され、比例区で当選する。新自由クラブ解党後は無所属のまま、田川誠一が代表を務める進歩党に間接的に協力した。
1987年11月の秋の叙勲で旭日大綬章を受章する。1992年の第16回参議院議員通常選挙には立候補せず、政界を引退した。1997年には、それまで合資会社だったミノファーゲン製薬を株式会社に改組する。
2000年7月1日、肺炎のため死去した。93歳没。死没日付をもって正三位に叙された。生前、平和外交、リベラリストとしての長年にわたる政治活動、日中国交回復、日中友好関係の促進、韓国の野党政治家金大中（後の大韓民国第15代大統領）を支援したことなどから、元首相の中曽根康弘、元衆議院議長の河野洋平、元日本社会党委員長の土井たか子、中国、韓国を始めとする各国から政治家や政府関係者が葬儀に参列した。また、アルジェリアとの友好関係に尽力し、幾度もアルジェリアの国賓として遇された宇都宮の逝去は、アルジェリアでも大々的に報道された。

## エピソード
- 軍縮と対共産圏平和外交を主張したために左派と位置づけられることが多いが、実業家として経済的自由主義を主張した経済右派でもあり、「官僚社会主義」であるとして計画経済に反対したのみならず、混合経済や公営企業に批判的で教育の民営化を主張していた。農地改革は「封建的要素の払拭」の面で一応評価するものの、政府による農業統制の強化につながり自由な農業経営が妨げられることに懸念を示していた。また労働運動への警戒も表明していたが、共産主義・社会主義勢力とは相互寛容関係の構築を目指していた[20]。
- 自民党初期の時代は、鳩山一郎、石橋湛山に師事し、鳩山内閣の退陣を受けて石橋湛山と岸信介とが争った昭和31年の自民党総裁選では石田博英らとともに石橋湛山支援の中心となり、石橋総裁・首相の誕生に貢献した。
- 藤山愛一郎元外相らとともに日中国交回復に尽力した。日中国交回復前の交渉では、当時日本側は日中戦争の賠償の問題、賠償金額等を懸念していたが、宇都宮は中国政府高官から「日本政府に賠償を求める考えはない。ドイツの例を見ても戦争に負けた国に賠償金を求めても平和な関係は築けない。」との中国政府の方針を聞き、「心のなかで日本国民に代わって頭を下げた」という。
- 韓国の政治家金大中（後の大韓民国第15代大統領）の野党大統領候補時代は、当時の朴正煕大統領の弾圧によって日本に亡命状態にあった金を保護、支援した。当時のKCIA（韓国中央情報部）によって金大中が日本から韓国に拉致された金大中事件では、事件の真相究明と金の原状回復（日本への帰還）を主張し、金を支援した。
- 朴正煕大統領暗殺後のソウルの春と呼ばれた民主化の時期に粛軍クーデターで実権を握った全斗煥陸軍保安司令官（後の大韓民国第11代大統領）が起こした5・17非常戒厳令拡大措置で逮捕、死刑判決を受けた金大中の救命を当時の鈴木善幸首相に訴え、鈴木首相の申し入れ等を通じて金への死刑執行の回避と減刑に尽力した。
- かつて北朝鮮の国家主席金日成と会談した際、既に後継者を金正日と決めていた金日成に対し「政治家は一代限りにすべきです」と諫言した。これに対して金日成は「本当の友人の直言はうれしいものだ」と微笑みながら応じたという。
- 宇都宮が1980年に創刊した「軍縮問題資料」は平和・軍縮を考えるための月刊情報雑誌で、宇都宮軍縮研究室が2010年まで30年間にわたって発行を継続した。宇都宮は毎号を無料で全国会議員に配布するなど、私財を投じて平和・軍縮活動及び軍縮問題資料の発行を継続した。「軍縮問題資料」は毎号とも赤字で私財を投じて発行を続けていることに関して問われると、宇都宮は「軍縮問題資料の発行は参議院議員選挙立候補の際の私の公約ですから」とにこやかに答えていたという。
- 売春汚職事件で読売新聞記者が「売春汚職、宇都宮徳馬、福田篤泰両自民党衆議院議員を収賄容疑で召喚必至」と報じた。しかし、これはガセネタであり、宇都宮は読売新聞・検察関係者を名誉毀損で告訴し、読売新聞記者の立松和博が名誉毀損容疑で逮捕された。立松は不起訴処分となったものの、読売新聞は社会面トップに五段抜きの異例の取消記事を掲載する一方で、立松を懲戒休職・左遷させた。伊藤榮樹『検事総長の回想―秋霜烈日』によると、宇都宮の収賄被疑は、検察内部から立松への情報提供者を突き止めるため、意図的に流した偽情報であった。
- 逝去するまで、神奈川県大和市下鶴間（現在は大和市中央林間西）に在住していた。宇都宮が逝去した後、遺族が所有していた敷地を大和市へ寄付。宇都宮記念公園として整備され現在に至る。詳細は大和市役所のウェブサイトに掲載されている。2002年2月1日、大和市初の名誉市民に認定された。

## 著書
- 官僚社会主義批判 自由主義政治の基礎 山雅房 1950
- 宇都宮徳馬最近の政論集 自由党中央機関誌再建編集局 1952.1（再建シリーズ）
- 平和共存と日本外交 弘文堂 1960
- 日中関係の現実 普通社 1963 （中国新書）
- 七億の隣人 東潮社 1964 （東潮新書）
- アジア問題と私の立場 学生への講演 弘文堂 1966
- 転換する米アジア政策と日本 林書店 1972
- 日本は新しい痣をつくるな 日韓正常化への提言 政治の歪みを正す 日新報道 1974
- 『金日成・宇都宮徳馬会談の記録』自民党アジア・アフリカ問題研究会事務局、1974年10月30日。NDLJP:11926302。
- 金日成主席と語る アジア太平洋研究会 1975 (APAレポート）
- 鳩山邦夫,麻生良方,宇都宮徳馬 共著『われら無党派』荒地出版社、1977年6月24日。NDLJP:11924028。
- アジアに立つ 講談社 1978.10
- 暴兵損民 なぜ軍拡に狂奔するのか 徳間書店 1984.12
- 軍拡無用 21世紀を若者に遺そう すずさわ書店 1988.4
- 宇都宮徳馬追悼集 宇都宮徳馬追悼集刊行委員会 2001.10